# Челищев, Николай Андреевич
 Николай Андреевич Челищев  (9 февраля 1854, Санкт-Петербург Российская империя — 18 августа 1888, Санкт-Петербург, Российская империя) — автор труда «Сборник матерьялов для истории рода Челищевых».

## Биография
Родился в Петербурге 9-го февраля 1854 года. В детстве он отличался слабым здоровьем и потому ещё трехлетним ребёнком был увезен родителями для лечения за границу, на юг Франции, где и прожил до шестнадцатилетнего возраста. Получив здесь домашнее воспитание и изучив французскую литературу, Челищев, по возвращении в Петербург, должен был изучать русский язык, которым в то время владел очень слабо. Вместе с тем он начал готовиться к поступлению в военную службу. С ранней молодости он отличался особою любовью к изучению всеобщей и русской истории и уже в это время пристрастился к занятиям по историографии. В 1874 году Челищев поступил в Кавалергардский Её Величества полк, а в 1876 году он был произведен в офицеры; через некоторое же время он был откомандирован в Париж состоять при посольстве. В 1882 году Челищев, по расстроенному здоровью, вышел в отставку и, возвратившись в Россию, поселился в самарском имении своего отца, где провел несколько месяцев, занимаясь хозяйством и перечитыванием документов семейного архива. В 1884 году он был уже опять в Петербурге на службе в канцелярии по принятию прошений, на Высочайшее Имя приносимых. В 1885 году Челищев был пожалован в камер-юнкеры Высочайшего Двора, а 18 августа 1888 года совершенно неожиданно скончался. Задумав написать обстоятельную историю своего рода, Челищев долгое время собирал различные документы, но не успел напечатать свой труд при жизни. Этот труд уже после его смерти был издан его отцом под заглавием: «Сборник матерьялов для истории рода Челищевых», СПб., 1893 г., с портретом и биографией составителя, с генеалогическою таблицею рода Челищевых и со снимком герба.

## Воспоминания современников
«У меня был один близкий знакомый, слишком рано умерший, — писал Сыромятников о Челищеве. — Он был не фабричный рабочий, а блестящий офицер первого кавалерийского полка в России. Сын очень богатых родителей, он воспитывался во Франции и, приехав в Россию лет семнадцати, чтобы поступить в военную службу, мог едва-едва говорить по-русски. Он служил, кутил, писал прелестные поэтические fleurettes и остроумные басни по-французски, ухаживал за блестящими женщинами, потом как-то поехал в деревню, увидел Россию и вышел в отставку.
Он был человеком очень способным, а воспитывал его не просто классный наставник, а аббат-иезуит, человек глубокой культуры и сильной энергии, который дал ему вкус к историческим изучениям. Мой приятель, помня слова профессора Бестужева-Рюмина, что история России будет создана только тогда, когда будут написаны истории отдельных родов, отдельных городов, областей и земель, принялся за изучение истории своего рода, известного в России со времени битвы на Куликовом поле. Он собирал материалы, читал столбцы и грамоты, знакомился с книгами писцовыми, дозорными, со всеми памятниками старинной русской жизни, начиная от иконы и кончая подьяческой чернильницей.
Он умер слишком рано, всего тридцати четырёх лёт; собранные им материалы изданы после его смерти и заключают в себе много любопытных подробностей и сведений за XVI—XVIII века нашей истории. Но дело не в этой книге, в которой собраны материалы для истории одного пятисотлетнего дворянского рода, а дело в том, как изменялся мой знакомый под действием истории своей страны, изучаемой по её источникам. Из блестящего, остроумного космополита он сделался образованным русским, для которого многие события современной жизни получили другой смысл, чем раньше, который увидел, что его народ не есть только стихийная сила, но что-то разумное и способное к развитию, к улучшению своих учреждений, не есть что-то только воспринимающее муштру, но и умеющее отличать одну муштру от другой и отвергающее ту, которая ему негожа.
Одним словом, он сделался образованным русским, понял хотя бы приблизительно историческую эволюцию своего народа и будущее этой эволюции, „Статейный список посольства моего предка в Крым, с объявлением о вступлении на престол Грозного, сделал меня русским“, — смеялся он. Ещё более русским сделали челобитные его предков, которые жили около Торопца и охраняли западную границу от Литвы и поляков. Он понял, каких жертв нам стоила наша государственность и как серьезно и толково служили наши предки. Теперь такая служба считалась бы мученичеством.

Я заговорил о моем покойном приятеле, который был прекрасным человеком и которого все любили, чтобы показать оздоровляющее значение изучения нашей истории для современного русского, воспитанного за границею или по складу своего ума считающего Запад своим духовным отечеством. Спешу оговориться, что я говорю не об истории России, испеченной на постном масле и приправленной противным для русского пафосом, как принято сочинять её теперь нашими византийцами. „Льстиви бо суть греци и до сего дня“. Я говорю об истории честной и правдивой, основанной на глубоком знании источников. Только такая история может отвратить человека, пораженного язвами современности, от механического, фабричного мировоззрения, которое поднимается мутными волнами, и направить его к здоровому историческому мышлению…» 